# 楽就
楽 就（がく しゅう、? - 197年）は、中国後漢時代末期の武将。

## 正史中の事跡
袁術配下。建安2年（197年）9月、曹操は自ら陳国に進攻して来た袁術を討伐しようとした。これに対して袁術は、橋蕤に加えて李豊・梁綱・楽就の3将を陳国に残留させ、自分だけ寿春へ逃げ帰ってしまった。楽就は、他の将軍たちと共に曹操軍を迎撃したが、敗北して戦死した。

## 物語中の楽就
小説『三国志演義』では、李豊・梁剛（正史の梁綱）と共に呂布討伐の際に袁術軍各軍の督戦官を務めている。曹操らが寿春に攻め込んで来ると、淮水を渡って逃れようとする袁術の命により、楽就は李豊・梁剛（正史の梁綱）・陳紀と共に寿春城を固守している。しかし、曹操軍の猛攻の前に城が陥落し、楽就らは城内の市場へ引き出されて斬首されてしまう。

## 注
1. ↑  『後漢書』袁術伝によると、張勲も留まったとされる。